# Фрајберг ам Некар
Фрајберг ам Некар (њем. Freiberg am Neckar) град је у њемачкој савезној држави Баден-Виртемберг. Једно је од 39 општинских средишта округа Лудвигсбург. Према процјени из 2010. у граду је живјело 15.694 становника. Посједује регионалну шифру (AGS) 8118078, NUTS (DE115) и LOCODE (DE FEG) код.

## Географски и демографски подаци
Фрајберг ам Некар се налази у савезној држави Баден-Виртемберг у округу Лудвигсбург. Град се налази на надморској висини од 240 метара. Површина општине износи 13,1 km². У самом граду је, према процјени из 2010. године, живјело 15.694 становника. Просјечна густина становништва износи 1.194 становника/km².

## Међународна сарадња
| Мјесто | Држава    | Врста сарадње | Од    |
| ------ | --------- | ------------- | ----- |
|        | Турска    | партнерство   | 1996. |
|        | Француска | партнерство   | 1984. |
| Извор  |           |               |       |